# Sales de Llierca
Sales de Llierca est une commune espagnole de la province de Gérone, en Catalogne, en Espagne dans la comarque de Garrotxa.

## Géographie
La municipalité est située dans les Pyrénées, dans la vallée du Llierca, au nord-est de la municipalité d’Argelaguer. Le terrain présente un relief accidenté au nord et une zone plate au sud de la vallée du Fluviá.
La municipalité de Sales de Llierca est limitrophe de Montagut i Oix et Albañá au nord, Albañá, Beuda et Sant Ferriol à l'est, Argelaguer et Tortellá au sud et Tortellá à l'ouest également.